# Skye McCole Bartusiak
Skye McCole Bartusiak est une actrice américaine, née le 28 septembre 1992 à Houston, au Texas, aux (États-Unis), et morte dans cette même ville le 19 juillet 2014.

## Biographie
Elle n'est pas la seule actrice dans la famille ; son frère, Stephan Dylan Bartusiak, a en effet aussi joué devant la caméra. Elle figure aussi bien dans des films populaires comme Le Jeu du prophète (1999) et The Patriot, le chemin de la liberté (2000), qu'à la télévision. En 2001, elle est apparue dans beaucoup de films comme Pas un mot et Écarts de conduite.
Sa mort survenue le 19 juillet 2014 est officiellement attribuée à une surdose accidentelle de plusieurs médicaments.

## Filmographie

### Cinéma
- 1999 : Le Jeu du prophète (The Prophet's Game) : Adele Highsmith (enfant)
- 1999 : L'Œuvre de Dieu, la part du Diable (The Cider House Rules) : Hazel
- 2000 : The Patriot : Susan Martin
- 2001 : Pas un mot (Don't Say a Word) : Jessie Conrad
- 2001 : Écarts de conduite (Riding in Cars with Boys) : Amélia à 8 ans
- 2003 : The Vest : Sara
- 2004 : Dans les cordes (Against the Ropes) : Little Jackie
- 2005 : Boogeyman : Franny Roberts
- 2006 : Kill Your Darlings : Sunshin
- 2006 : Once Not Far from Home : La petite fille
- 2006 : Razor Sharp : Isis/Ice-6
- 2008 : A Fix : Natalie Coleman
- 2008 : Pineapple : Alex
- 2011 : Sick Boy : Lucy
- 2011 : Good Day for It : Rachel

### Télévision
- 1999 : La Tempête du siècle (Storm of the Century) (Feuilleton) : Pippa Hatcher
- 1999 : JAG (Série) : Rachel Sherkston
- 1999 : Amy (Judging Amy) (Série) : Marcy Noble
- 1999 : Témoin sous contrôle (Witness Protection) (Téléfilm) : Suzie Batton
- 2000 : Providence (Série) : Jessie
- 2000 : Frasier (Série) : La fille avec le dessin
- 2000 : The Darkling (Téléfilm) : Casey Obold
- 2000 : New York, unité spéciale (Law & Order: Special Victims Unit) (saison 2, épisode 4) : Jennifer
- 2001 : Blonde (Série) : Norma Jean jeune
- 2001 : Les Anges du bonheur (Touched by an Angel) (Série) : Sarah
- 2002 : Flashpoint  : Lizzie
- 2002 : Firestarter : sous l'emprise du feu (Firestarter 2: Rekindled) (Téléfilm) : Charlie McGee jeune
- 2002 : Beyond the Prairie, Part 2: The True Story of Laura Ingalls Wilder (Téléfilm) : Rose Wilder
- 2002 - 2003 : 24 heures chrono (Série) : Megan Matheson
- 2003 : À la conquête d'un cœur (Love Comes Softly) (Téléfilm) : Missie Davis
- 2004 : Une famille du tonnerre (George Lopez) (Série) : L'il Bit
- 2005 : Les Experts (CSI: Crime Scene Investigation) (Série) : Susan Lester
- 2005 : Lost (Série) : Kate jeune
- 2005 : Dr House (Série) : Mary Carroll
- 2007 : Juste cause (Close to Home) (Série) : Amber